# Martin Schairer

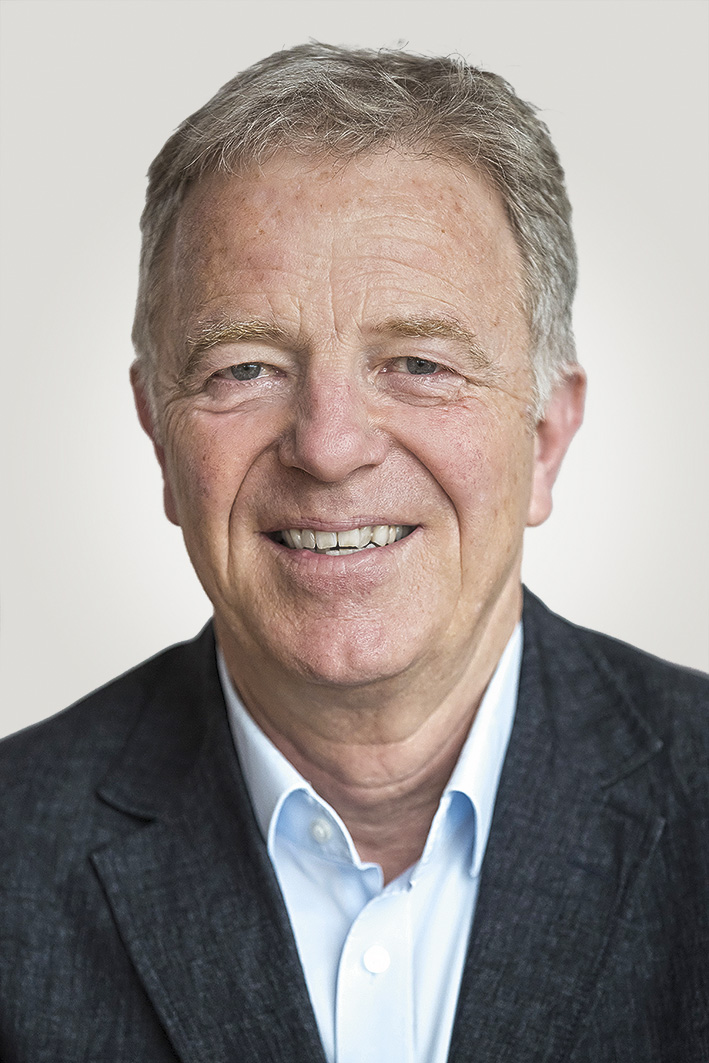
Martin Schairer (2016)

Martin Schairer (* 10. Oktober 1952 in Stuttgart) ist ein deutscher Verwaltungsjurist, Bürgermeister und ehemaliger Polizeipräsident von Stuttgart. Seit Juli 2023 ist er Präsident des Deutschen Roten Kreuz Stuttgart (DRK Kreisverband Stuttgart e.V.).

## Schule und Studium
Martin Schairer hat 1971 das Abitur am Dillmann-Gymnasium in Stuttgart gemacht. Anschließend folgte ein Studium der Rechtswissenschaften an der Eberhard-Karls-Universität Tübingen. Er ist promovierter Jurist.

## Werdegang
Martin Schairer war Assistent an den Lehrstühlen von Lenckner und Dürig (Strafrecht, Strafprozessrecht und Öffentliches Recht). Ab 1982 war er Richter beim Amtsgericht und Staatsanwalt bei der Staatsanwaltschaft Stuttgart. Von 1985 bis 1987 war er in der Landesvertretung von Baden-Württemberg in der Bundeshauptstadt Bonn Beobachter für das Justizministerium. Ab 1988 fungierte er unter den baden-württembergischen Justizministern Helmut Ohnewald und Thomas Schäuble als Pressesprecher und stellvertretender Zentralstellenleiter. Ab 1993 war er im Justizministerium von Baden-Württemberg Referatsleiter Strafprozessrecht und stellvertretender Leiter der Strafrechtsabteilung.
Am 1. März 1999 wurde Martin Schairer Polizeipräsident von Stuttgart und blieb im Amt bis zum 30. April 2006.
Vom 1. Mai 2006 bis 31. Juli 2016 war er in der baden-württembergischen Landeshauptstadt Stuttgart Bürgermeister für Recht, Sicherheit und Ordnung. Von August 2016 bis zum Eintritt in den Ruhestand im Oktober 2020 war er Bürgermeister für Sicherheit, Ordnung und Sport sowie Vorsitzender des Sportausschusses. Er ist zugleich stellvertretender Vorsitzender des Verwaltungsausschusses und stellvertretender Vorsitzender des Ausschusses für Umwelt und Technik des Gemeinderats von Stuttgart.
Am 24. Juli 2023 wurde Martin Schairer zum neuen Präsidenten des Stuttgarter Kreisverbands des Deutschen Roten Kreuzes (DRK) gewählt. Er führt damit die älteste nationale Rotkreuz-Gesellschaft der Geschichte an. Schairer setzt sich unter anderem für mehr Wertschätzung für den Rettungsdienst sowie für die zahlreichen ehrenamtlichen Sanitätshelferinnen und -helfer ein, da Respektlosigkeit und Übergriffe zunähmen.

## Mitgliedschaften und Funktionen
Martin Schairer ist Mitglied der CDU. Er ist darüber hinaus Mitglied im Arbeitskreis Polizei der CDU Stuttgart und im Bundesarbeitskreis Christlich Demokratischer Juristen. Er ist Mitglied des Deutsch-Europäischen Forums für urbane Sicherheit (DEFUS), Mitglied im Exekutivkomitee des European Forum for Urban Safety (EFUS) sowie Vorsitzender des Rechts- und Verfassungsausschusses des Landes Baden-Württemberg. Martin Schairer ist Mitglied im MTV Stuttgart und beim Deutschen Roten Kreuz.